# El Bien Público
El Bien Público fue un periódico uruguayo.
Fue fundado en 1878 por el poeta y diplomático Juan Zorrilla de San Martín. Tenía una clara impronta católica. Varios destacados periodistas escribieron en sus páginas, como el médico católico Salvador García Pintos y Eduardo Navia. Un jovencísimo Jorge Abbondanza enriqueció sus páginas con artículos de crítica cinematográfica.
Cerró en 1963, si bien tuvo por continuador al periódico BP Color.